# Grigoris Lambrakis
Grigoris Lambrakis (en griego: Γρηγόρης Λαμπράκης; 3 de abril de 1912- 27 de mayo de 1963) fue un médico, atleta y político griego asesinado por la organización parapolicial del estado.

## Biografía
Grigoris Lambrakis, nació en Kerasitsa en la prefectura de Arcadia. Estudió medicina en la Universidad de Atenas y se especializó en ginecología. Como atleta obtuvo numerosas victorias en los Juegos Panhelénicos y Balcánicos y mantuvo durante 23 años (hasta 1953) el récord griego de salto de longitud con una marca de 7,37m. Junto con otros atletas organizó competiciones durante el periodo de la ocupación, realizando ranchos populares para compartir los beneficios. En 1950 obtuvo la plaza de profesor de tocología-ginecología en la Universidad de Atenas.
Se casó con Dimitra Bataryiá, con la cual tuvo dos hijos, Zodoris y Grigoris. En las elecciones de octubre de 1961 se presentó como diputado por el Pireo en las listas de Izquierda Democrática Unida (en griego: Ενιαία Δημοκρατική Αριστερά, ΕΔΑ), fue miembro fundador y vicepresidente de la “Comisión Griega para el Entendimiento Internacional y la Paz”. El 21 de abril de 1963, saltándose la prohibición realizada por la policía, llevó a cabo la primera Marcha Maratoniana por la Paz (que comenzaba en la Ciudad de Maratón y concluía en Atenas). Anduvo la primera parte del recorrido él solo entre amenazas, antes de finalizarla fue detenido y retenido durante varias horas.
Inmediatamente después se fue a Londres para representar a los griegos e ingleses que pedían la liberación de los presos políticos de Grecia, entre los cuales se encontraba el más tarde diputado del Partido Comunista de Grecia (en griego: Κομμουνιστικό Κόμμα Ελλάδας, ΚΚΕ), Ambatielos. El objetivo de los manifestantes era la reina Federica que se encontraba en la capital inglesa para asistir a una boda real. Casi un mes después, el día 22 de mayo, mientras volvían de una concentración por la paz y el desarme nuclear en Salónica, tuvo lugar el ataque que causó su muerte y que fue efectuado por miembros de una organización parapolicial del estado. Sufrió graves lesiones que le causaron la muerte unos días más tarde.

## El asesinato
La tarde del 22 de mayo de 1963 Lambrakis habló en la manifestación que había organizado en Salónica la “Comisión Griega para la distensión internacional y la paz”. Incluso antes de que comenzara la manifestación, una gran cantidad de fuerzas del estado y policías se habían escuchado en las aceras del vecindario, gritando consignas e insultando a todos los que llegaban al aula para tomar parte en ella. Otros policías, uniformados, aunque presentes en gran número no tomaban ninguna medida para que se retiraran las fuerzas parapoliciales, a pesar de las protestas de los organizadores y del propio Lambrakis, que era miembro de hecho del parlamento griego. Uno de los allí presentes logró golpear a Lambrakis en la cabeza con una porra mientras la manifestación salía del aula, causándole una herida leve. Por otra parte el otro diputado de izquierda presente, Yorgos Sarujás, fue seriamente lesionado por manifestantes no identificados.
Cuando la manifestación terminó, Lambrakis, abandonó el aula con la intención de dirigirse a un hotel cercano donde había pasado la noche. Le seguían sólo dos compañeros suyos, inmediatamente la policía bloqueó al público de la manifestación en el interior del aula prohibiendo provisionalmente la salida. En aquel preciso instante, y aprovechando que la policía había cortado las calles, un motocarro apareció de la nada, se aproximó a Lambrakis a una gran velocidad y lo tiró al suelo. Ningún policía se movió para parar al motocarro antes del golpe, para detener al conductor posteriormente, ni siquiera para ayudar al ensangrentado Lambrakis. Como fue demostrado posteriormente, la víctima recibió un fuerte golpe en la cabeza con un objeto metálico.
Lo más probable, es que los autores del ataque hubieran huido tranquilamente, si un tesalonicense, el vendedor Manolis Jachiapostolu (apodado “el tigre”) no hubiera saltado dentro de la cesta del motocarro. Durante aproximadamente un kilómetro el motocarro circuló por las calles de Salónica sin que la policía u otro vehículo lo detuviera. Jachiapostolu neutralizó después de una pelea al único ocupante de la cesta, Manolis Emmanuilidis (quien había dado el golpe mortal a Lambrakis) y a continuación ordenó al conductor Spiros Gkotchamanis que parase. Se produjo otra nueva pelea, esta vez entre Jachiapostolu y Gkotchamanis, hasta que apareció un policía de paisano, que conociendo lo que había sucedido detuvo a Gkotchamanis con ayuda de los transeúntes. Lambrakis llegó al hospital en estado de coma del cual jamás salió. Murió cuatro días más tarde.

## Interrogatorios
El golpe causado a Lambrakis desencadenó una crisis política sin precedentes, los partidos de derecha, el conjunto de los de centro y la prensa de izquierdas hablaban desde el primer momento de un asesinato organizado. Por el contrario la versión de la policía que fue la que apoyó en principio el gobierno del país era que se trataba de un accidente de coche. La tensión se notaba en el ambiente. Al funeral de Lambrakis en Atenas, acudieron cerca de 500.000 personas gritando consignas de repulsa contra el asesinato.
En Salónica habían comenzado ya las investigaciones sobre el «accidente», a manos del investigador Chris Sartzetakis, el fiscal Dimitrios Papantoniou y bajo la supervisión general de Fiscal de Apelaciones Pavlos Delaportas. Papantoniou posteriormente fue sustituido por el fiscal Stilianos Buti. Aunque la gendarmería de Salónica hizo lo posible para ocultar pruebas cruciales e intimidar a los testigos, el equipo de investigación (a pesar de la manipulación y presión del entonces fiscal Arios Pagos y posteriormente –en 1967- primer ministro de la junta Konstantinos Kolias) pudo establecer que se trataba de un crimen premeditado y revelar quienes fueron los instigadores del mismo. Así los testimonios de Gkotchamanis y Emmanualidis sacaron a la luz nombres de altos cargos de la comisaría de Salónica, como Konstantinos Mitsos, inspector del norte de Grecia, Efzimios Kamutsís, director de la policía, Konstantinos Dolcas y algunos otros que incumplieron sus obligaciones. Entre los instigadores estaban Fon Yiosmás, presidente de la organización de activistas, de la cual era miembro Gkotchamanis, el teniente de la gendarmería Emmanuil Kapelonis y el comandante del departamento de policía Tubas. Fuera de tiro de la justicia se quedó el teniente de las fuerzas de seguridad de la sección «Inculpación de los comunistas» quien el día del crimen (de acuerdo con los testimonios de Enmanuilidis y otros) había hablado con un grupo de parapoliciales del 5º departamento de policía de Salónica, dando instrucciones de «anticoncentración» y enfatizando que «esta noche nuestro objetivo es Lambrakis»
En las investigaciones jugaron también un papel fundamental las investigaciones militantes y los artículos de investigación de tres periodistas que habían ido a Salónica para cubrir el tema: Yeoryios Romeos de To vima (Το βήμα), más tarde Secretario del PASOK, Yianis Bultepsis de I afguí (Η αυγή) y Dimitris Bertsos de Eleftheria (Ελευθερία) de los Atenienses.

## Implicaciones políticas
El revuelo por el asesinato de Lambrakis y las revelaciones sobre la participación directa de la policía fue tan grande que llevó a que Caramanlís dimitiera cuando habían pasado menos de tres semanas del crimen (el 11 de julio de 1963). Fue formado rápidamente un nuevo gobierno por Unión Nacional Radical (en griego: ΕΡΕ, Εθνική Ριζοσπαστική Ένωσις) por Panagiotis Pipinelis, que más tarde fue Ministro de Exterior de la Junta.
En septiembre, el investigador Christos Sartzetakis con el consentimiento del fiscal Delaporta ordenó el enjuiciamiento de los oficiales superiores de la gendarmería despejando toda duda en la opinión pública sobre la participación del estado y las fuerzas parapoliciales del estado en el asesinato de Lambrakis. En noviembre ganó las elecciones generales Unión de Centro (en griego: Ένωσις Κέντρου,Enosis Kendru). Ese mismo año se formaron las «Juventudes de Lambrakis» de las que fue elegido como primer presidente Mikis Theodorakis.
El juicio de los individuos e instigadores comenzó en 1966 con un clima político muy diferente. El gobierno de Yeoryios Papandreu había caído con la Apostasía de 1965 y la mayoría del parlamento Unión Nacional Radical y Unión de Centro (ERE, Eznikí Ritsopastikí Enosis y los miembros de Enosi Kendru) apoyaron el gobierno de Stefanos Stefanopulos. A pesar de la acusación propuesta por el fiscal Pavlos Delaportas, el jurado encontró inocente por unanimidad a la mayoría de los principales acusados, declarando solo culpables a los dos autores materiales y a Fon Yiosmas.
Los defensores de una investigación política se tuvieron que exiliar tras el golpe de Estado de 1967 a Yioura, mientras que el investigador Sartsetakis fue detenido y encarcelado durante meses. Sin embargo en 1985 fue elegido Presidente de la República.

### Otros datos
- El asesinato de Lambrakis ha sido recogido en la novela Z de Vassilis Vassilikos. Este libro se llevó al cine en 1969 en una película del mismo nombre dirigida por Costa Gavras y con Yves Montand en el papel de Lambrakis, Jean Louis Trintignant en el papel de Sartsetakis e Irene Papas como esposa de Lambrakis.